# Plavsko
Plavsko – wieś i gmina w Czechach, w powiecie Jindřichův Hradec, w kraju południowoczeskim. Według danych z dnia 1 stycznia 2024 liczyła 475 mieszkańców.